# Золота дзиґа
«Золота дзиґа» (англ. Golden Dzyga) — українська національна кінопремія, яку присуджують за професійні досягнення у розвитку українського кінематографа. Заснована у 2017 році Українською кіноакадемією. Перше вручення відбулося 20 квітня 2017 року в Києві в готелі Fairmont Grand Hotel Kyiv.

## Відбір фільмів та визначення переможців
Подання фільмів на Першу Національну Кінопремію тривало з 20 лютого до 20 березня 2017 року. До участі у відборі приймалися фільми, прем'єри яких відбулися протягом 2016 року — з 1 січня до 31 грудня включно. Повний список фільмів (longlist), що змагалися у конкурсі Першої Національної Кінопремії налічував 54 кінострічки: 12 з них — повнометражні ігрові фільми, 15 — короткометражні ігрові, 19 — документальні, 8 — анімаційні. Всього було подано 76 стрічок. Претенденти визначалися шляхом закритого некомерційного перегляду онлайн-копій фільмів.
3 квітня 2017 року правління Кіноакадемії оприлюднило сформований короткий список з 17 номінантів на Першу Національну Кінопремію.
Переможці Першої національної кінопремії обирались усіма членами кіноакадемії шляхом триетапного голосування. Нині визначення переможців Кінопремії відбувається шляхом двоетапного голосування членів Української кіноакадемії.

## Номінації
Визначення переможців для нагородження кінопремією відбувається в наступних 24-х номінаціях (2021 рік):
- Найкращий фільм
- Найкраща режисерська робота (Премія ім. Ю. Г. Іллєнка)
- Найкраща чоловіча роль
- Найкраща жіноча роль
- Найкраща чоловіча роль другого плану
- Найкраща жіноча роль другого плану
- Найкраща операторська робота
- Найкраща робота художника-постановника
- Найкращий сценарій
- Найкраща музика
- Найкраща пісня (нагороджується виконавець) (з 2019)[5]
- Найкращий повнометражний документальний фільм
- Найкращий повнометражний анімаційний фільм
- Найкращий короткометражний анімаційний фільм
- Найкращий короткометражний ігровий фільм (Премія ім. Ю. А. Мінзянова)
- Найкращий грим (з 2018)[6]
- Найкращий дизайн костюмів (з 2018)[6]
- Найкращий звук (з 2018)[7]
- Найкращий монтаж (з 2019)[5]
- Премія «Найкращі візуальні ефекти»
- Найкращий ігровий серіал (з 2021)[8]
- Премія глядацьких симпатій (з 2018)[9][10][11]
- Премія «Золота дзиґа» за внесок у розвиток українського кінематографа
- Премія «Відкриття року»

## Символ
Головним символом Національної кінопремії є статуетка «Золота дзиґа», яка символізує стрімкий та невпинний розвиток українського кінематографа. Крім того, назва нагадує про творчий спадок видатного кінематографіста Дзиґи Вертова. Автором назви є директор зі стратегічного маркетингу «Медіа Група Україна» Ольга Захарова.
Дизайн статуетки розробив український митець Назар Білик, який так описав «Золоту дзиґу»: «Основним елементом композиції є кадр з кіноплівки, золотий чотирикутник, який динамічно обертається, уособлюючи кінематограф. За формою статуетка нагадує дзиґу, вогонь, паросток, які є символами розвитку та оновлення національного кіно».

## Церемонії
| Церемонія | Дата               | Місце                                                      | Ведучий                                                    | Найкращий фільм                                            |
| --------- | ------------------ | ---------------------------------------------------------- | ---------------------------------------------------------- | ---------------------------------------------------------- |
| 1-ша      | 20 квітня 2017     | Київ, Fairmont Grand Hotel Kyiv                            | Олександр Скічко                                           | Гніздо горлиці                                             |
| 2-га      | 20 квітня 2018     | Київ, КВЦ «Парковий»                                       | Ахтем Сеітаблаєв та Василіса Фролова                       | Кіборги                                                    |
| 3-тя      | 19 квітня 2019     | Київ, КВЦ «Парковий»                                       | Дар'я Трегубова та Олег Панюта                             | Донбас                                                     |
| 4-та      | 3 травня 2020      | онлайн                                                     | Дар'я Трегубова та Тімур Мірошниченко                      | Мої думки тихі                                             |
| 5-та      | 12 червня 2021     | —                                                          | Дар'я Трегубова та Олег Панюта                             | Атлантида                                                  |
| —         | 2022               | Не проводилась через російське вторгнення в Україну (2022) | Не проводилась через російське вторгнення в Україну (2022) | Не проводилась через російське вторгнення в Україну (2022) |
| 6-та      | 8-18 вересня 2023  | —                                                          | —                                                          | Стоп-Земля                                                 |
| 7-ма      | 19-29 вересня 2023 | —                                                          | —                                                          | Памфір                                                     |
| 8-ма      | 10-11 вересня 2024 | Київ, кінотеатр «Планета Кіно», ТРЦ DREAM yellow           | Тетяна Власова та Ахтем Сеітаблаєв                         | 20 днів у Маріуполі                                        |